# Franz Xaver Kreuter

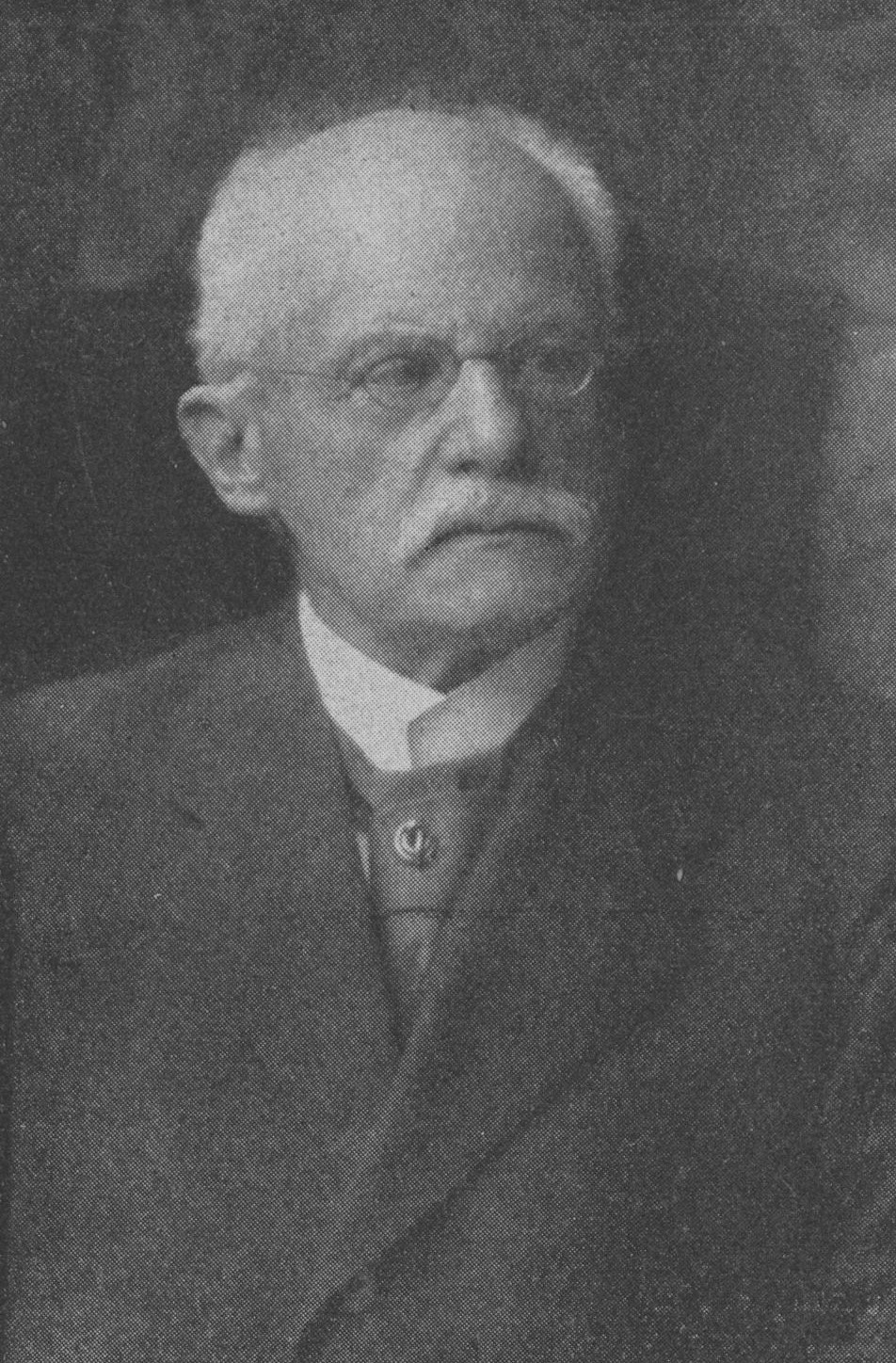
Franz Xaver Kreuter, um 1927

Franz Kreuter (* 21. Februar 1842 in München; † 17. Mai 1930 ebenda) war ein deutscher Bauingenieur und Hochschullehrer.

## Leben
Kreuter, Sohn von Franz Jakob Kreuter, studierte Bauwesen am Polytechnikum Karlsruhe, wo er Mitglied der Burschenschaft Teutonia wurde. 1862 trat er in die Österreichische Südbahn-Gesellschaft ein und war beim Bau der Brennerbahn Innsbruck-Bozen tätig. Ab 1868 war er in leitender Funktion an Planung und Bau der Strecke Chlumetz-Königgrätz-Geiersberg beteiligt. Dabei wurde das von ihm entwickelte Universal-Tachymeter mit großem Erfolg in die Praxis eingeführt. Nach Studienreisen durch die Schweiz, Italien, Frankreich und Großbritannien übernahm Kreuter 1875 einen Lehrauftrag an der Brünner Staatsgewerbeschule. 1889 folgte er einem Ruf als ordentlicher Professor für Wasserbau, Baukonstruktionslehre, Tunnelbau und Linienführung von Verkehrswegen an die Technische Hochschule München. Kreuter machte sich insbesondere um die Theorie der Geschiebeförderung verdient und wurde 1892 für eine Arbeit über den Bau von Staumauern ausgezeichnet. Anfang 1912 verlieh ihm die Technische Hochschule Karlsruhe, seine frühere alma mater, die Ehrendoktorwürde (als Dr.-Ing. E.h.).